# Aspectismo

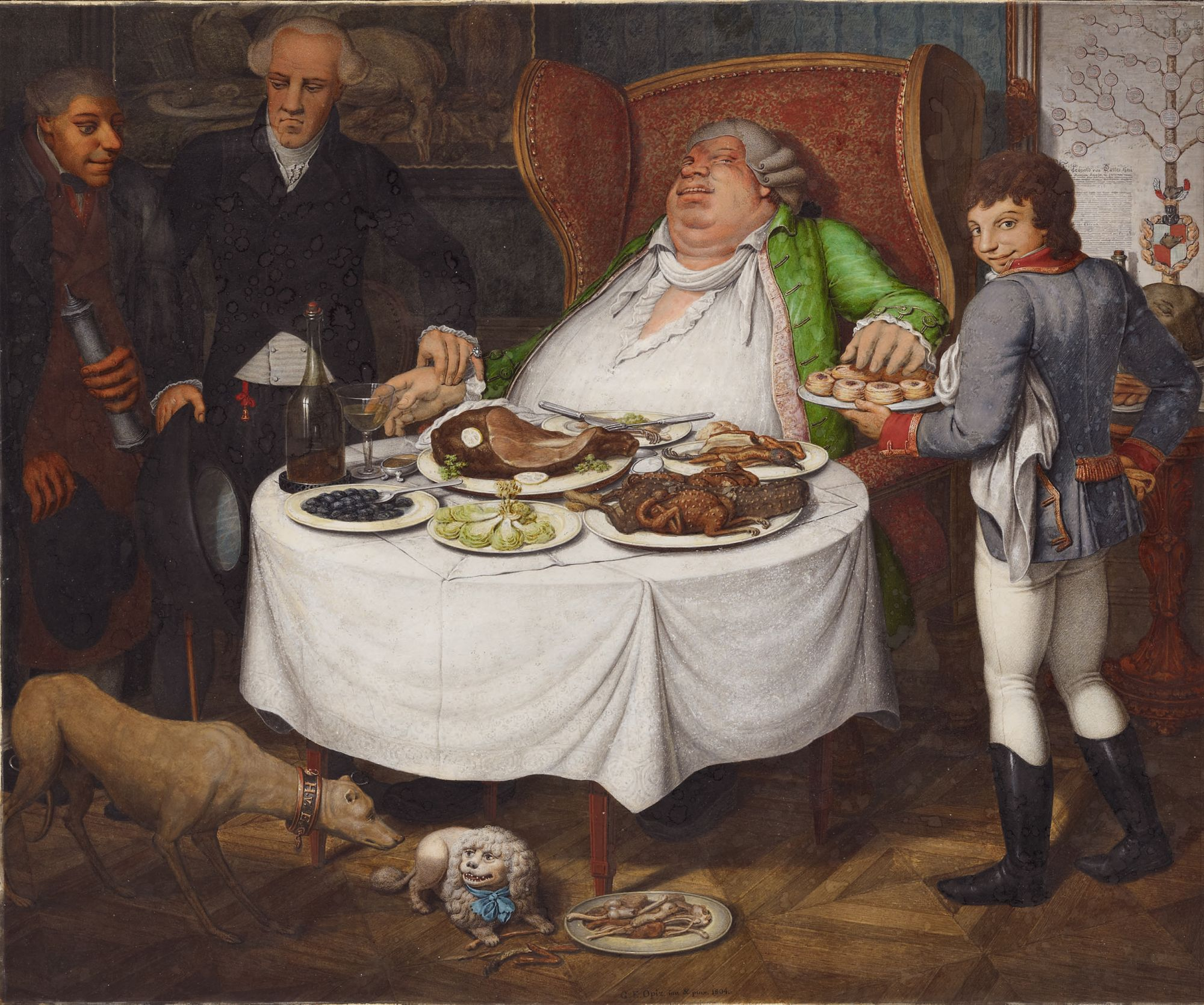
Georg Emanuel Opiz - El glotón, 1804.

El aspectismo o aparentismo (en inglés lookism) es un prejuicio o discriminación hacia las personas que se consideran físicamente poco atractivas. Ocurre en una variedad de entornos, incluidas las citas románticas, los entornos sociales y los lugares de trabajo. El aspectismo ha recibido menos atención cultural que otras formas de discriminación (como el racismo y el sexismo) y normalmente no tiene las protecciones legales que suelen tener otras formas, pero aún está muy extendido y afecta significativamente las oportunidades de las personas en términos de relaciones románticas y oportunidades laborales y otros ámbitos de la vida. El mismo concepto desde el ángulo opuesto a veces se denomina privilegio por belleza.
El atractivo físico se asocia con cualidades positivas; por el contrario, la falta de atractivo físico se asocia con cualidades negativas. Muchas personas juzgan a los demás basándose en su apariencia física, lo que influye en cómo responden a estas personas. Las investigaciones sobre el estereotipo de "lo bello es bueno" muestran que, en general, quienes son físicamente atractivos se benefician de su buena apariencia: las personas físicamente atractivas se perciben de manera más positiva y el atractivo físico tiene una fuerte influencia en el juicio sobre la competencia de una persona. Además, las investigaciones muestran que, en promedio, las personas atractivas tienen más amigos, mejores habilidades sociales y una vida sexual más activa.